# Dorfkirche Woltersdorf (Biederitz)

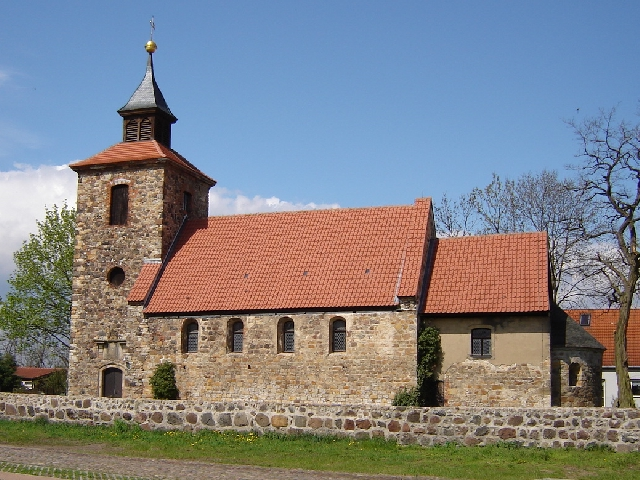
Außenansicht

Die Dorfkirche Woltersdorf ist das evangelische Gotteshaus von Woltersdorf (Sachsen-Anhalt).

## Geschichte
Der Ort Biederitz gehörte bis zum 17. Jahrhundert zur Stadt Magdeburg. Zu diesem Ort gehörte auch eine Kapelle. Urkundlich erwähnt wird die Schenkung von Besitzungen und des Zehnten durch Otto den Großen an die Mönche des Moritzklosters, darunter auch der Zehnt der „Pfarrei Biederitz“. Als Norbert von Xanten 1126 Erzbischof von Magdeburg wurde, gründete er zahlreiche Klöster in seinem Bistum, so wurde 1129 das Stift Unser Lieben Frauen in ein Prämonstratenserkloster umgewandelt. Zu diesem Kloster gehörte das Kollegialstift Woltersdorf und die Pfarrei „St. Pankratius“ in Körbelitz.
Mit der Reformation und dem damit einhergehenden Konfessionswandel wurde die Gemeinde evangelisch. Heute gehört der Ort kirchlich zur Ev. Kirchengemeinde in Lostau.

## Beschreibung
Das ursprüngliche Kirchengebäude stammt aus dem 12. Jahrhundert und wurde offensichtlich als Wehrkirche angelegt. Es ist ein aus Feldsteinen errichteter spätromanischer Saalbau mit quadratischem Chor und einer halbkreisförmigen Apsis. Erst 1730 wurde an der Westfront ein quadratischer Turm angefügt, der eine geschweifte Haube erhielt, die mit einer Laterne abschloss. In den 1920er Jahren erhielt der Turm ein einfaches Zeltdach. 
Das Kircheninnere überrascht mit seiner vielfältigen Ausstattung aus dem 18. Jahrhundert, wie die aufwändig geschnitzte Kanzel, ein mehrgliedriger Altar und Deckenmalereien. 
Ältestes Inventarstück ist das spätromanische Taufbecken. 
Von 1665 stammt eine Bronzeglocke, die mit dem Wappen der Rittergutsfamilie von Lossow geschmückt ist.